# Sint-Onufriuskerk (Lviv)
De Grieks-katholieke Sint-Onufriuskerk (Oekraïens: Церква святого Онуфрія) in Lviv is samen met het Basiliaanse klooster gelegen aan de voet van de Burchtheuvel, ten noorden van de oude stad.

## Geschiedenis
Al in de 13e eeuw tijdens de regering van Leo I van Galicië werd er melding gemaakt van een houten kerk op de plaats. Gedurende de tweede helft van de 15e eeuw werd naast de kerk een klooster bijgebouwd. In 1550 werd een stenen kerk gebouwd en in 1585 een klooster omringd met versterkingen. De kerk werd meerdere keren verwoest en vervolgens herbouwd. Tijdens de invasie van de Turken in 1672 raakte het gebouw beschadigd. De reconstructie vond plaats in 1680.
In 1776 werd het kerkgebouw verbonden met de tot dan toe vrijstaande Kapel van de Heilige Drievuldigheid. Een nieuwe classicistische klokkentoren werd in 1820 gebouwd en in de jaren 1821-1824 volgde de vergroting van het presbyterium en de toevoeging van een sacristie.
Het aanzien van het huidige kerkgebouw dateert van 1902, toen een zuidelijk schip werd aangebouwd en zowel het noordelijke zijschip en het nieuwe zuidelijke zijschip een zeshoekige koepel als bekroning kregen. Binnen de kerk zijn nog 18e-eeuwse muurschilderingen en een iconostase uit 1908.
De kerk was tijdens het Sovjet-regime gesloten. In het voormalige kerkgebouw werd een aan Ivan Fedorov, de eerste boekdrukker van Oekraïne, gewijd museum gevestigd, die tegen het einde van de 16e eeuw in het klooster werkte en er werd begraven.
Na de ineenstorting van de Sovjet-Unie werden de gebouwen teruggegeven aan de Basilianen, gerestaureerd en gedeeltelijk gereconstrueerd.

## Afbeeldingen

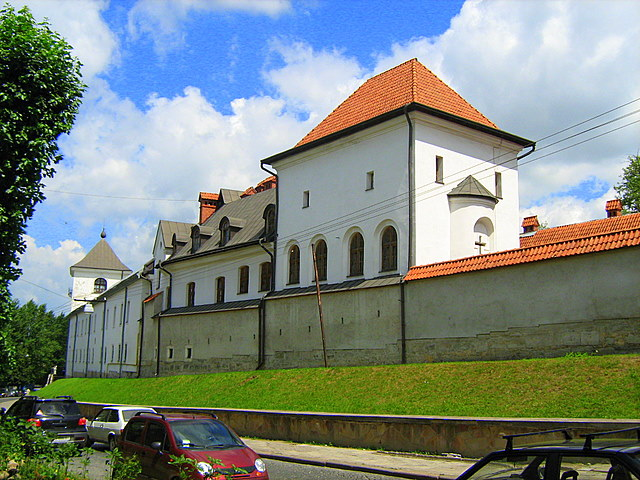
Buitenmuren van het klooster
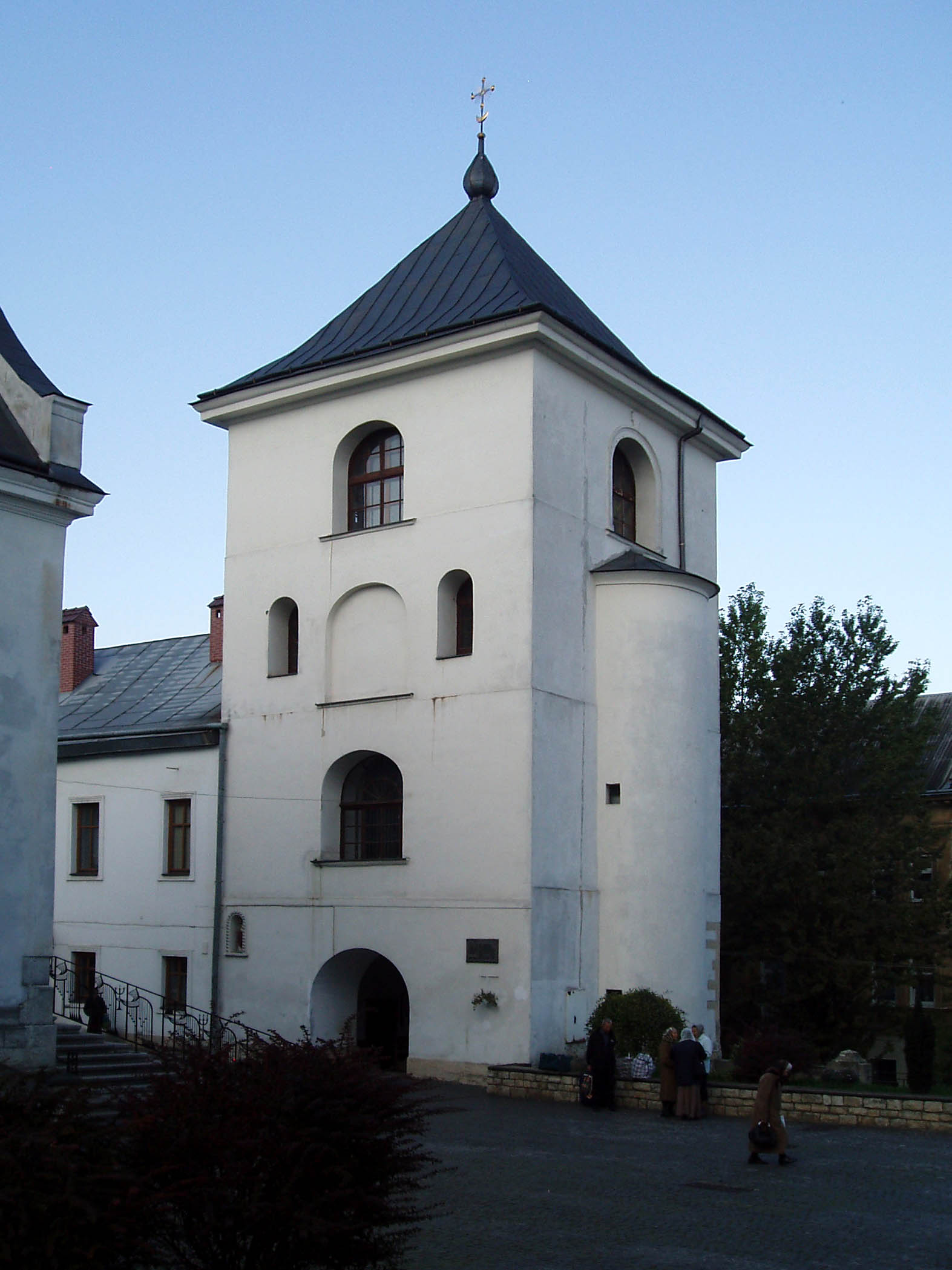
Toren
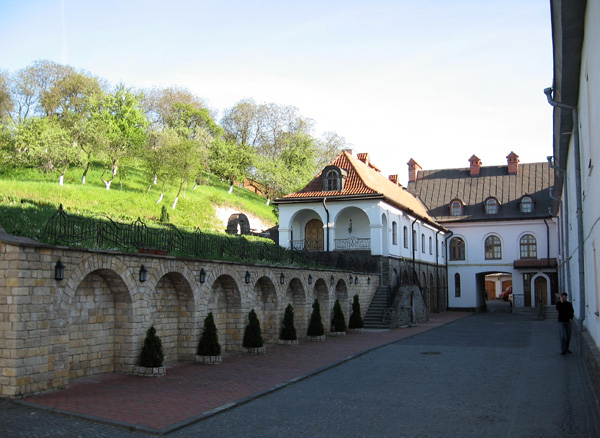
Binnenplaats